# Sea-Land Mariner
Die Sea-Land Mariner war ein Containerschiff der US-amerikanischen Sea-Land Corporation. Das Schiff gehörte zu der aus zwölf Einheiten bestehenden D-9-Klasse.

## Allgemeines
Das Schiff wurde unter der Baunummer 1200 von der japanischen Werft Mitsui Engineering & Shipbuilding gebaut und im Oktober 1980 abgeliefert. 1985 wurde es auf einer Werft der Mitsubishi Heavy Industries um 30,48 m verlängert.
Das Schiff wurde von einem Neunzylinder-Zweitakt-Dieselmotor des Herstellers Sulzer (Typ: 9RND90M) mit 22177 kW Leistung angetrieben, der von Mitsubishi Heavy Industries in Lizenz gebaut worden war. Für die Stromversorgung standen vier Dieselgeneratoren zur Verfügung, welche insgesamt über 4450 kW Leistung verfügten.
An Bord befanden sich Stellplätze für 2686 TEU, darunter 261 Kühlcontainer. Bei einer homogenen Beladung mit 14 Tonnen schweren Containern konnten noch 2252 TEU geladen werden. Das Schiff verfügte über kein eigenes Ladegeschirr.

## Explosion und Brand

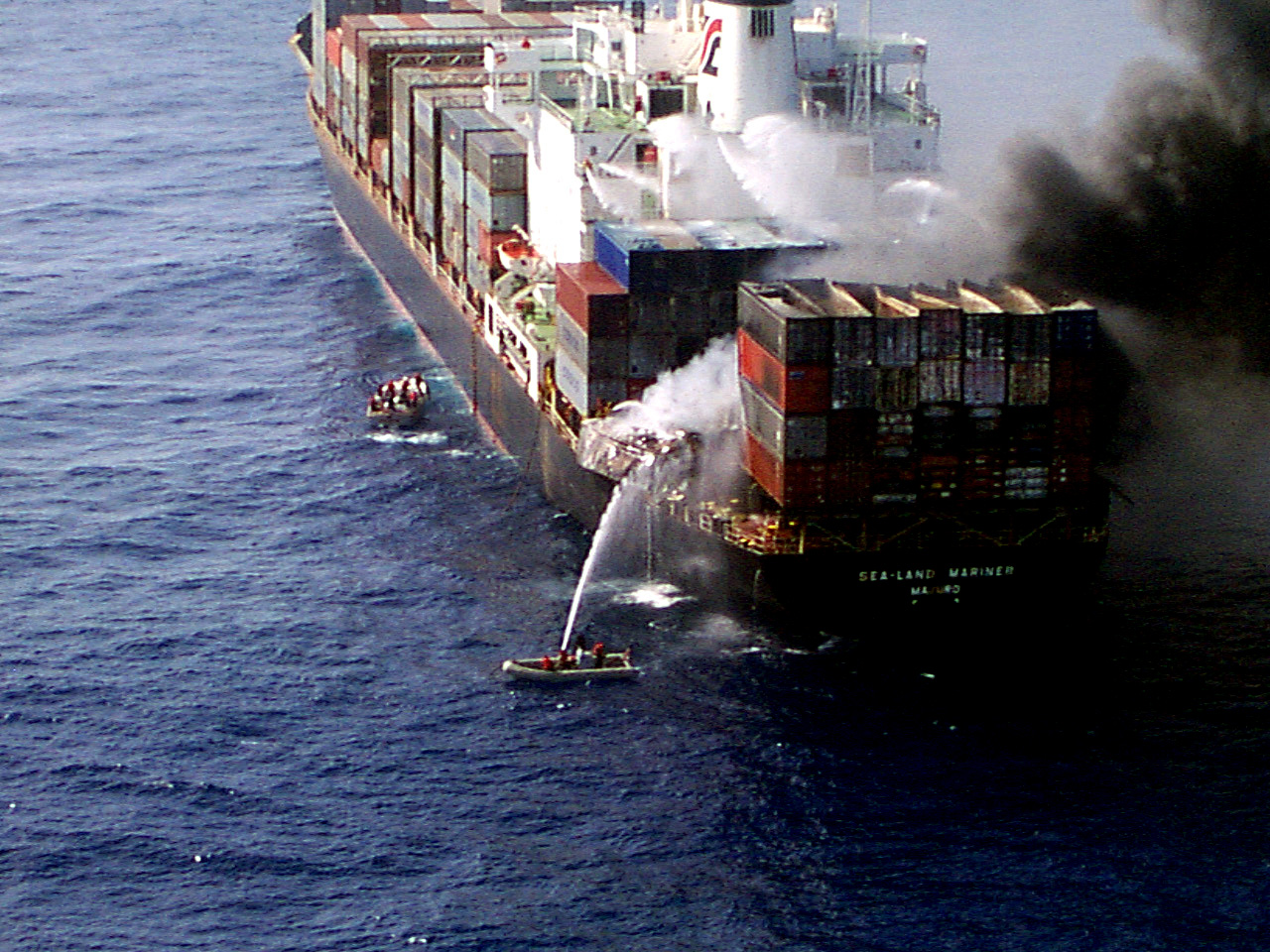

Am 18. April 1998 kam es an Bord des Schiffes im Bereich des Laderaums 7 hinter den Decksaufbauten zu einer Explosion mit anschließendem Brand. Bei der Explosion wurden zwei Seeleute verletzt, von denen einer über Bord ging. Zwei weitere Seeleute wurden vermisst.
Das Schiff, das zum Zeitpunkt des Unglücks in Zeitcharter für die China Ocean Shipping Company (COSCO) fuhr, befand sich im Mittelmeer rund 130 Seemeilen südwestlich der Insel Kreta auf dem Weg von Fernost nach Europa. Die Ladung bestand aus rund 1500 Containern, die das Schiff in Hongkong und Singapur geladen hatte. Singapur hatte das Schiff am 5. April verlassen. Als nächster Hafen sollte Rotterdam angelaufen werden.
Das Feuer konnte am Morgen des 19. April mit Hilfe von 18 Personen von der Wasp, einem amphibischen Angriffsschiff der US Navy, die zur Brandbekämpfung auf die Sea-Land Mariner übergesetzt hatten, unter Kontrolle gebracht werden. Die beiden verletzten Seeleute wurden zur Behandlung an Bord der Wasp gebracht.
Durch Explosion und Feuer und die anschließenden Löscharbeiten kam es zu erheblichen Beschädigungen im Bereich des Achterschiffs. So fiel u. a. die Rudermaschine aus, so dass das Schiff manövrierunfähig wurde. Es musste daher, nachdem das Feuer unter Kontrolle gebracht worden war, geschleppt werden.
Bei der Explosion waren 15 Container über Bord gegangen. Damit diese keine Gefahr für die Schifffahrt darstellen konnten, wurden sie von Hubschraubern der USS Wasp aus beschossen und versenkt.
Das Schiff ging am 21. April vor Piräus vor Anker, wo das Feuer endgültig gelöscht werden konnte. Hier wurde auch ein Teil der beschädigten Container gelöscht.
Bei der Untersuchung zum Unfallhergang stellte sich heraus, dass in mehreren Containern, die im Laderaum 7 geladen waren, Polymerperlen (Expandable Polymeric Beads) transportiert wurden, welche in den Ladungspapieren jedoch als Polystyrol (Expandable Polystyrene) aufgeführt waren. Polymerperlen sind, anders als Polystyrol, gemäß IMDG-Code als Gefahrgut Klasse 9 klassifiziert, da sie brennbare Gase entwickeln können. Laderäume, in welchen Polymerperlen geladen werden, sollten daher belüftet werden können. Dies war bei der Sea-Land Mariner nicht der Fall. Als Ursache für die Explosion wurden Schweißarbeiten angenommen, welche routinemäßig am Laufsteg zwischen den Laderäumen durchgeführt worden waren. Dabei könnten die Gase entzündet worden sein.

## Verbleib des Schiffes
Nach dem Abschluss der Untersuchungen der Unfallursache, wurde das Schiff nach Rijeka geschleppt. Dort wurden die noch an Bord befindlichen Container gelöscht und das Schiff repariert. Es ging anschließend wieder in den Liniendienst der Sea-Land Corporation.
2007 wurde das Schiff zusammen mit den Schwesterschiffen Sea-Land Express, Sea-Land Endurance, Sea-Land Freedom und Sea-Land Voyager an Target Marine in Griechenland verkauft. Es fuhr von Juni 2007 bis April 2009 als CMA CGM Lys in Charter der französischen Containerreederei CMA CGM, bevor es zum Abbruch verkauft wurde.